# Yin Yoga
Yin Yoga ist ein ruhiger, passiver Yoga-Stil, der größtenteils im Liegen und Sitzen praktiziert wird.

## Ursprung
Yin Yoga wurde Mitte der 1980er Jahre von Paulie Zink aus einer Synthese von Hatha Yoga und Tao Yoga entwickelt. Sein Schüler Paul Grilley und dessen Schülerin Sarah Powers entwickelten den Stil weiter. Yin Yoga wird oft gleichgesetzt mit dem Yoga nach Paulie Zink, Paul Grilley und Sarah Powers und steht heute insgesamt für die sanfte Form des Yoga.

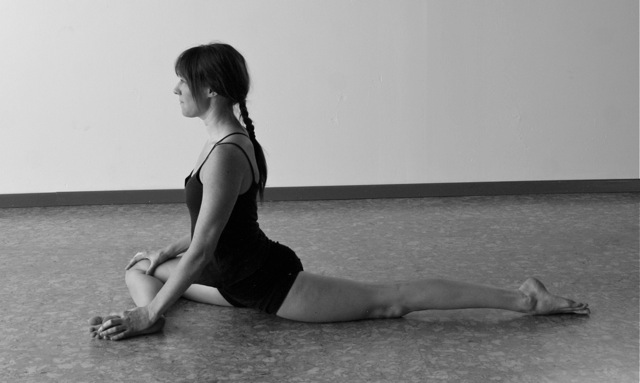
Yin Yoga Position Schwan

## Aufbau
Im Yin Yoga werden die Asanas zwischen drei und sieben Minuten gehalten. Dazwischen findet eine Harmonisierung im Liegen statt. Während in den Übungen alle nicht benötigten Muskeln losgelassen werden, hat man Zeit, in einen ruhigen, meditationsähnlichen Zustand überzugehen. Yin Yoga beabsichtigt, tief liegendes Bindegewebe, das sogenannte Faszien-Gewebe, „aufzureißen“, Muskeln, Bänder und Sehnen zu dehnen und somit die Bewegungsfreiheit der Körperteile zueinander zu erhöhen.